# Hélcio Maciel França Madeira
Hélcio Maciel França Madeira é um professor universitário brasileiro. Doutor em direito romano pela Universidade de São Paulo, é professor da Faculdade de Direito da Universidade de São Paulo (FDUSP) e da Faculdade de Direito de São Bernardo do Campo (FDSBC), sendo vice-diretor desta última. Hélcio traduziu o Digesto para o português, tradução esta que foi elogiada por uma editora do jornal Migalhas. Sua obra "História da advocacia: origens da profissão de advogado no direito romano" foi citada em 44 artigos acadêmicos e no jornal Migalhas. Participou de núcleo de estudos do Conselho Nacional de Justiça (CNJ).